# Chandrea Jones
 Chandrea Jones (née le 19 novembre 1987 à Baltimore, Maryland) est une joueuse de basket-ball américaine évoluant au poste d’arrière. 
En universitaire, elle est dans le second cinq de la Big East Conference en National Collegiate Athletic Association pour la saison 2007-2008 (15,1 pts/match et 7,9 rebonds), puis dans le premier cinq l'année suivante (16,9 pts/match et 8,8 rebonds). Elle est très présente au rebond pour sa taille. Pour sa première saison à l'étranger, elle domine le  championnat luxembourgeois.

## Clubs
- 2007-2009 : Université de Syracuse (NCAA)
- 2009-2010 : Racing Luxembourg
- 2010-2011 : Toulouse Métropole Basket

## Palmarès
- Second cinq de la Big East Conference 2008
- Premier cinq de la Big East Conference 2009
- All-Luxembourg League Guard of the Year 2010
- Joueuse défensive de l'année en ligue luxembourgeoise 2010
- Meilleur cinq de l'année en ligue luxembourgeoise 2010